# Thomas Thiesson Kristensen
Thomas Thiesson Kristensen (* 17. Januar 2002 in Aarhus) ist ein dänischer Fußballspieler. Der Innenverteidiger steht bei Udinese Calcio unter Vertrag und ist dänischer Juniorennationalspieler.

## Karriere

### Verein
Thomas Kristensen spielte bis 2013 bei Galten FS und wechselte dann in die Jugendabteilung von Aarhus GF, wo er – abgesehen von einem Jahr bei Vejle BK – seine Zeit in den Juniorenmannschaften verbrachte. Am 16. Mai 2021 gab er im Alter von 19 Jahren beim 3:1-Sieg gegen den FC Nordsjælland sein Profidebüt in der Superliga. In der Saison 2021/22 kam Kristensen in der regulären Saison nur sporadisch zu Einsätzen, in der Abstiegsrunde kam er als Innenverteidiger dann häufiger zum Einsatz und spielte zumeist durch. In der darauffolgenden Spielzeit gelang ihm sein Durchbruch, als er sich als Innenverteidiger zum Stammspieler mauserte, doch während der Rückrunde zog er sich eine Knieverletzung zu.
Im Sommer 2023 wechselte er nach Italien zu Udinese Calcio.

### Nationalmannschaft
Am 26. Februar 2020 gab Thomas Kristensen sein Debüt für eine dänische Nachwuchsnationalmannschaft und absolvierte dabei bei der 1:2-Niederlage in San Pedro del Pinatar gegen Spanien sein einziges Spiel für die dänische U18-Nationalmannschaft. Im selben Kalenderjahr lief er in zwei Partien für die U19-Nationalmannschaft der Dänen auf. Im Mai 2022 wurde Kristensen erstmals in die U21 Dänemarks eingeladen, als er für den Kader für die EM-Qualifikationsspiele gegen Kasachstan, Schottland und gegen die Türkei nominiert wurde.